# Marietta Zanfretta
Marietta Zanfretta, känd som Madame Siegrist, född 1832, död 1898, var en italiensk lindansare.
Zanfretta var verksam i USA där hon åtnjöt stor framgång. Hon kallades för världens största kvinnliga lindansare under sin samtids, och noteras ha kunnat dansa en pointe på lina.